# Enter the Void
Enter the Void is een Franse film uit 2009 geregisseerd door Gaspar Noé. Deze vrije verfilming van het Tibetaans dodenboek laat zich het best omschrijven als een psychedelisch melodrama.
De film ging in 2009 in première tijdens het Filmfestival van Cannes en is in Nederland dat jaar niet in de bioscopen verschenen maar werd alleen vertoond op het Lowlands Festival.

## Verhaal
Oscar en zijn zus Linda verliezen als kind hun ouders. Oscar vertrekt naar Tokio. Als jonge volwassene raakt Oscar drugsverslaafd, maar spaart hij ook geld door zelf te dealen, en laat Linda overkomen. Ze gaat als stripteasedanseres werken. Als Oscar door de politie wordt doodgeschoten leeft hij verder als geest. In deze gedaante kijkt hij zwevend boven Tokio naar de gebeurtenissen na zijn dood en kijkt hij terug op zijn leven.

## Rolverdeling
- Nathaniel Brown als Oscar (grotendeels op de rug gefilmd)
- Paz de la Huerta als Linda